# NGC 1265
NGC 1265 je galaksija u zviježđu Perzej.

## Vanjske poveznice
- SEDS: NGC 1265